# Eintracht Braunschweig
Eintracht Braunschweig er en tysk sportsklub, klubbens fulde navn er Braunschweiger Turn- und Sportverein Eintracht von 1895 e. V., udover fodbold tilbyder klubben bl.a. sportsgrene basketball, håndbold og hockey.
Fodboldholdet spillede i perioden 1963 – 1985, 20 sæsoner i Bundesligaen, som de vandt i 1966/67. Siden nedrykningen i 1985 har klubben spillet i den anden og tredje bedste række. I 2010/11 sæsonen vandt de 3. Liga og rykkede op i 2. Bundesliga. Efter to sæsoner i 2. Bundesliga rykkede holdet via en 2. plads op i Bundesligaen.